# تثبیت داخلی
تثبیت داخلی یک عمل جراحی در ارتوپدی است که شامل اجرای جراحی ایمپلنت به منظور ترمیم استخوان است. قدمت چنین روش‌هایی، به اواسط قرن نوزدهم برمی‌گردد اما این روش‌ها از اواسط قرن بیستم به‌صورت یک روش روتین و معمول، مورد استفاده قرار گرفتند. یک تثبیت‌کننده ی (فیکساتور) داخلی ممکن است از فولاد ضدزنگ، آلیاژهای تیتانیوم، آلیاژ کبالت-کروم یا پلاستیک ساخته شود.
انواع فیکساتورهای داخلی عبارت‌اند از:
- صفحه‌های ارتوپدی
- سیم‌های کیرشنر
- پین‌های داخل مدولاری

## روش‌‌ها
تثبیت داخلی به‌طور کلی با دو روش اصلی تثبیت داخلی باز یا بسته انجام می‌شود.

### تثبیت باز
روش تثبیت باز (ORIF) شامل اجرای ایمپلنت‌هایی برای هدایت روند بهبودی استخوان و همچنین تنظیم وضعیت استخوان پس از شکستگی است. ریداکشن باز به عمل جراحی باز برای استقرار استخوان‌ها گفته می‌شود که برای برخی از شکستگی‌های استخوانی ضروری است. تثبیت داخلی به تثبیت پیچ‌ها و/یا صفحات، میله‌های داخل مدولاری و سایر وسایل برای فعال کردن یا تسهیل روند بهبودی اشاره دارد. در تثبیت باز، از ایمپلنت‌هایی مانند صفحات (به عنوان مثال صفحه متراکم‌ساز حرکتی) نیز استفاده می‌شود. تکنیک‌های ORIF اغلب در مواردی که شامل شکستگی‌های جدی مانند شکستگی‌های خردشُدن یا جابجا شده‌است یا در مواردی که استخوان به تنهایی با گچ‌گیری یا آتل‌بندی به درستی بهبود نمی‌یابد استفاده می‌شود.
خطرات و عوارض ممکن است شامل تشکیل کلنی‌های باکتریایی در استخوان، عفونت، سفتی و از دست دادن دامنه ی حرکتی، آسیب به عضلات، آسیب عصبی و فلج، آرتریت، تاندونیت، درد مزمن ناشی از وجود صفحات، پیچ‌ها یا سندرم کمپارتمان باشد.

### تثبیت بسته
تثبیت داخلی بسته (CRIF) ریداکشن بدون جراحی باز است. به‌نظر می‌رسد این روش، جایگزین قابل قبولی در شکستگی‌های کندیل جانبی ناپایدار و استخوان بازو در کودکان باشد، اما اگر جابجایی شکستگی پس از جااندازی بسته از ۲ میلی‌متر بیشتر شود، انجام روش باز توصیه می‌شود.
تکنیک‌های مختلفی از جراحی‌ها برای تثبیت داخلی استخوان‌ها گزارش شده‌است. درمان شکستگی‌های یک سوم دیستال درشت‌نی با توسعه تکنیک‌های تصویربرداری پزشکی و جراحی بهبود یافته تکامل یافته‌است.

## تصاویر

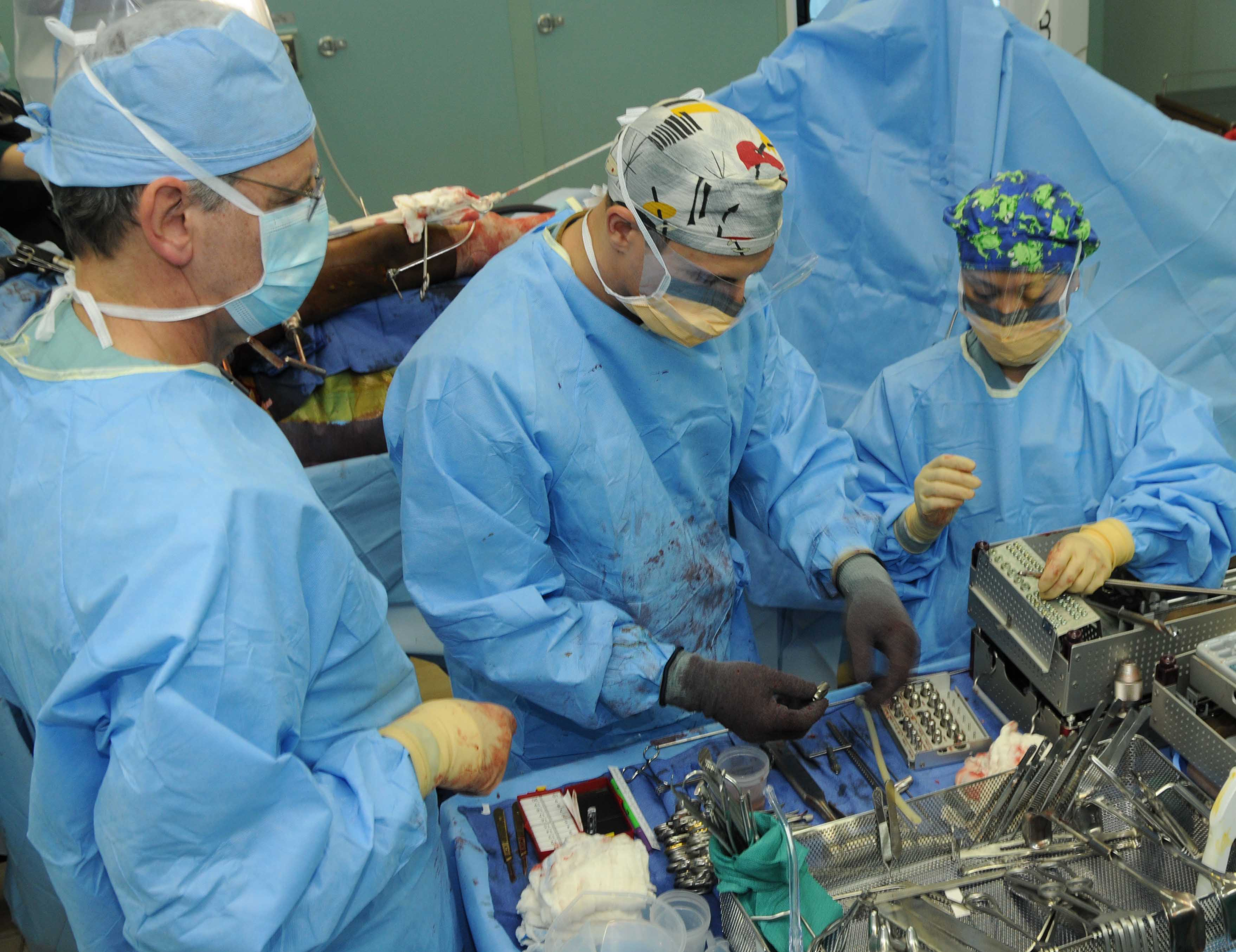
پزشکان نیروی دریایی ایالات متحده یک عمل تثبیت داخلی باز را روی استخوان ران انجام می‌دهند.

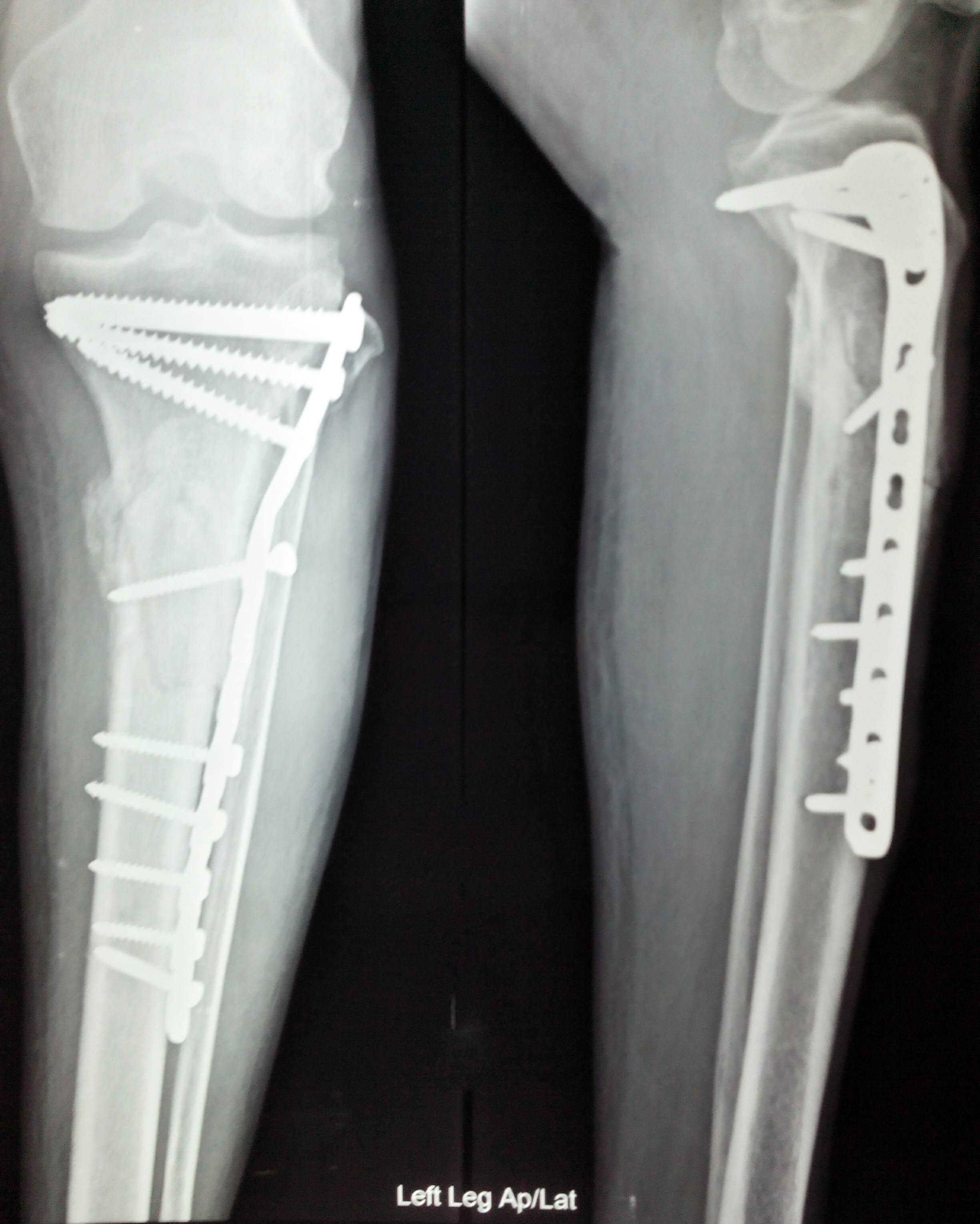
تصویر پرتوی اکس، نمای قدامی و جانبی پای چپ شکسته، پس از انجام تثبیت داخلی